# Brussels Open
Brussels Open, neoficiálně známý také jako Open de Bruxelles, byl tenisový turnaj ženského okruhu WTA pořádaný v belgickém hlavním městě Bruselu. Premiérový ročník proběhl v květnu 2011, poslední o dva roky později. V roce 2014 byl nejdříve přesunut do kategorie International a následně zrušen.
Jednalo se o první ženský profesionální turnaj v tomto městě vůbec. Hrálo se venku na antukových dvorcích tenisového oddílu Royal Primerose Tennis Club.

## Přehled finále

### Dvouhra
| Rok  | vítězka             | finalistka      | výsledek      |
| ---- | ------------------- | --------------- | ------------- |
| 2011 | Caroline Wozniacká  | Pcheng Šuaj     | 2–6, 6–3, 6–3 |
| 2012 | Agnieszka Radwańská | Simona Halepová | 7–5, 6–0      |
| 2013 | Kaia Kanepiová      | Pcheng Šuaj     | 6–2, 7–5      |

### Čtyřhra
| Rok  | vítězky                                    | finalistky                         | výsledek         |
| ---- | ------------------------------------------ | ---------------------------------- | ---------------- |
| 2011 | Andrea Hlaváčková Galina Voskobojevová     | Klaudia Jansová Alicja Rosolská    | 3–6, 6–0, [10–5] |
| 2012 | Bethanie Matteková-Sandsová Sania Mirzaová | Alicja Rosolská Čeng Ťie           | 6–3, 6–2         |
| 2013 | Anna-Lena Grönefeldová Květa Peschkeová    | Gabriela Dabrowská Šachar Pe'erová | 6–0, 6–3         |